# Olympischer Fackellauf

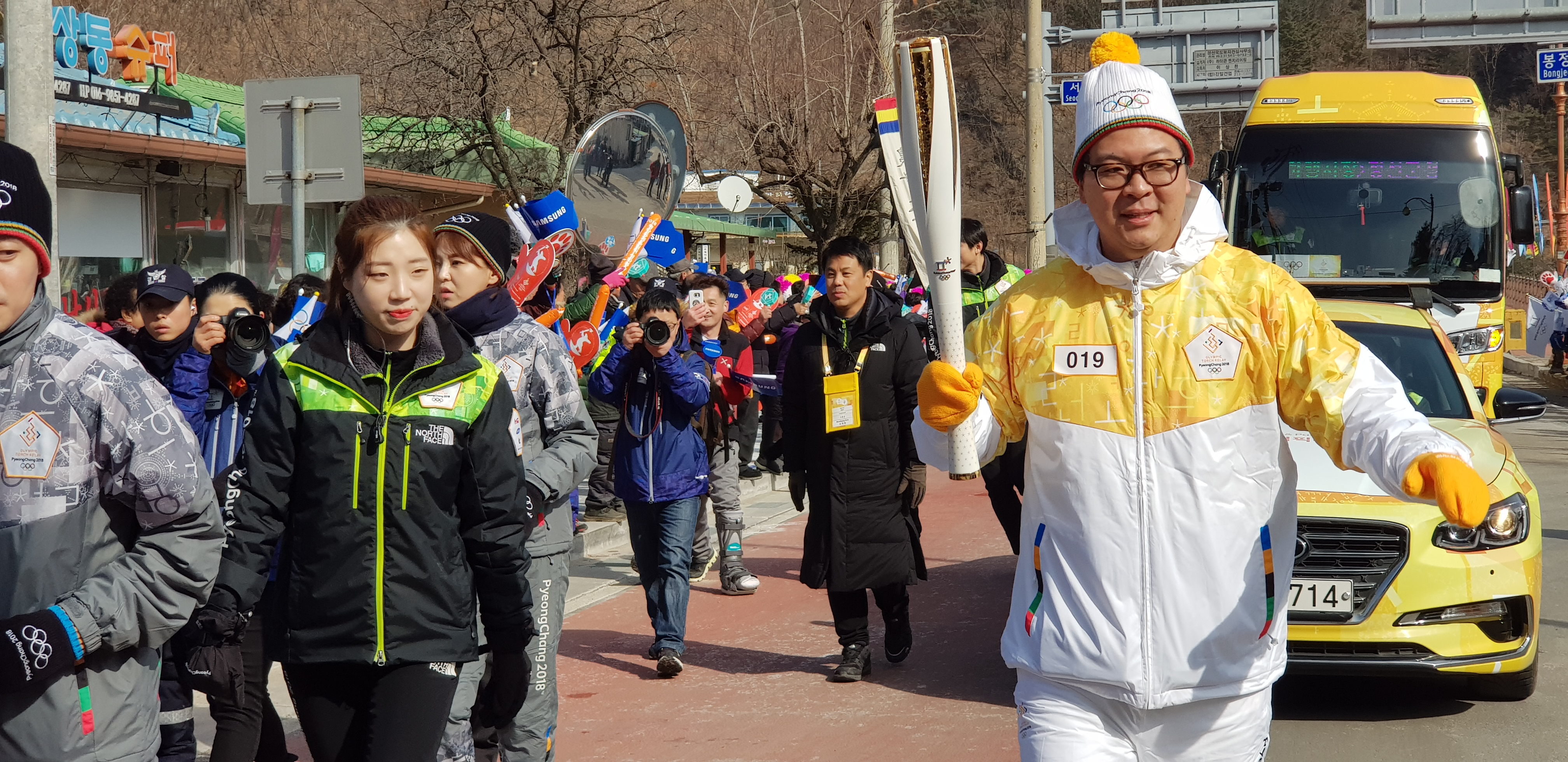
Fackelläufer Martin Hyun mit der olympischen Fackel der Winterspiele 2018

Der olympische Fackellauf als Teil der olympischen Symbole ist eine Eröffnungszeremonie der Olympischen Spiele in der Neuzeit, die seit den Olympischen Spielen 1936 in Berlin ausgeführt wird. Die Tradition des olympischen Feuers reicht bis in die griechische Antike zurück; das Feuer wurde zu Ehren der Göttin Hestia entzündet.

## Geschichte

### Ursprünge in der griechischen Antike

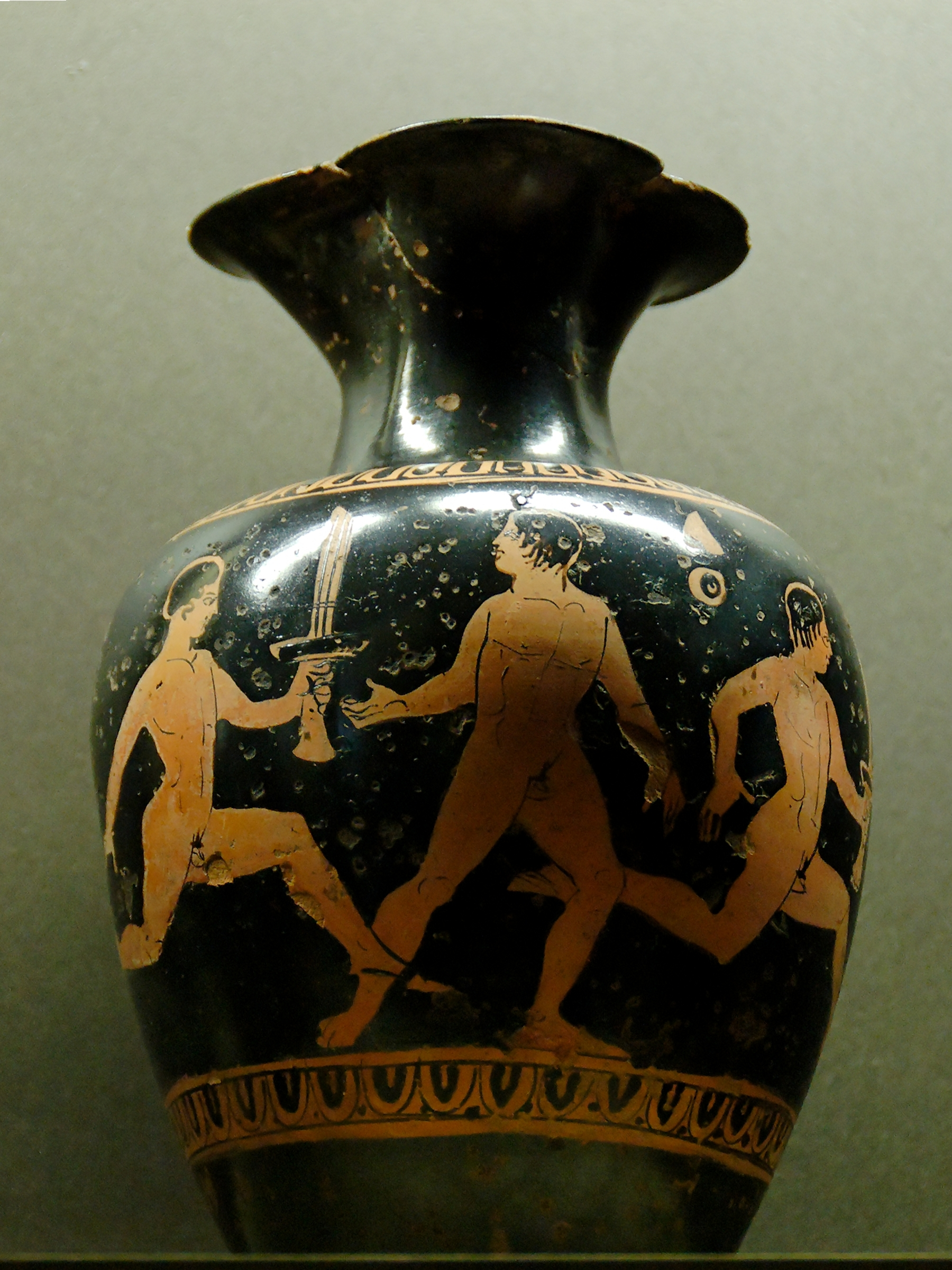
Fackellauf auf einer attisch-rotfigurigen Oinochoe der Fat-Boy-Gruppe mit der Darstellung eines Fackellaufes (Lampadedromia), gegen Ende des 4. Jahrhunderts v. Chr.

Während der Olympischen Spiele der Antike wurden keine durchgeführt. Um den anderen griechischen Städten die Wettkämpfe und deren genauen Zeitpunkt anzukündigen, brachen ölzweiggekrönte Läufer von Elis auf. Sie riefen den Olympischen Frieden (Ekecheiria) aus: Während der Olympischen Spiele der Antike sollten alle kriegerischen Auseinandersetzungen ruhen, damit Athleten und Publikum ohne Gefahr nach Olympia reisen konnten. Ursprünglich waren Fackelläufe (griechisch lampadedromia) ein besonders in Athen beliebter nächtlicher Wettlauf mit Fackeln, der später auch zu Pferd durchgeführt wurde. Der Wettkampf bestand darin, möglichst schnell ans Ziel zu gelangen, ohne die Fackel verlöschen zu lassen. Diese Läufe wurden insbesondere an den Festen für Pan, Artemis und an den Panathenäen und Prometheen zu Ehren der olympischen Feuergötter abgehalten. Später in der griechischen Antike waren „Läufer“ Boten, die Nachrichten an verschiedene Personen, Städte (Polis), deren Statthalter und an weit entfernte Bürger überbrachten. Diese meist jungen Männer überbrachten Friedens-, Kriegs- und andere Nachrichten. Der Legende nach hat sich hieraus der Marathonlauf entwickelt.

### Erster olympischer Fackellauf im Nationalsozialismus
Der erste Fackellauf fand anlässlich der Olympischen Sommerspiele in Berlin 1936 statt. Schon zuvor bei den Olympischen Spielen 1928 in Amsterdam wurde ein olympisches Feuer entzündet. Es gab jedoch weder einen Fackellauf vor der Eröffnungsfeier noch wurde die Flamme von einer bekannten Person entzündet.
Bis heute gilt der olympische Fackellauf in der Öffentlichkeit als Erfindung der Nationalsozialisten und deren Olympia-Organisator Carl Diem. Tatsächlich war die Fackelstafette die Idee des jüdischen Archäologen Alfred Schiff aus Berlin. Die Fackeln wurden vom Rüstungskonzern Krupp aus Holz und Metall in der Form eines Ölbaumblattes produziert. Nachdem die Flamme, das olympische Feuer, im antiken Olympia durch einen Brennspiegel entzündet worden war, wurde sie über 3187 Kilometer von 3331 Läufern, die zusammen die Stafette bildeten, in zwölf Tagen und elf Nächten von Griechenland nach Berlin getragen. Der Fackellauf wurde von Leni Riefenstahl im Film „Olympia“ nachinszeniert.
Die Jugendorganisation der Kommunistischen Partei Griechenlands OKNE plante, allerdings ohne Erfolg, ein Durchkommen der olympischen Fackel nach Deutschland zu verhindern: „Alle Organisationen, durch deren Einflussgebiete die Flamme getragen werden sollte, wurden aufgerufen, sie auf griechischem Boden auszulöschen, und es wurde verkündet, dass die Organisation, der es gelänge, die Flamme auszulöschen, einen Preis erhalte.“ In Jugoslawien und der Tschechoslowakei gab es Proteste, die von Sicherheitskräften niedergeschlagen wurden. Dennoch gelang es Demonstranten in Prag, die Fackel vorübergehend zu löschen.
Für die Olympischen Winterspiele wurde das Feuer zum ersten Mal zu den Spielen 1936 in Garmisch-Partenkirchen entzündet, aber noch ohne Fackellauf. Dieser fand bei den Winterspielen erstmals in Oslo 1952 statt.

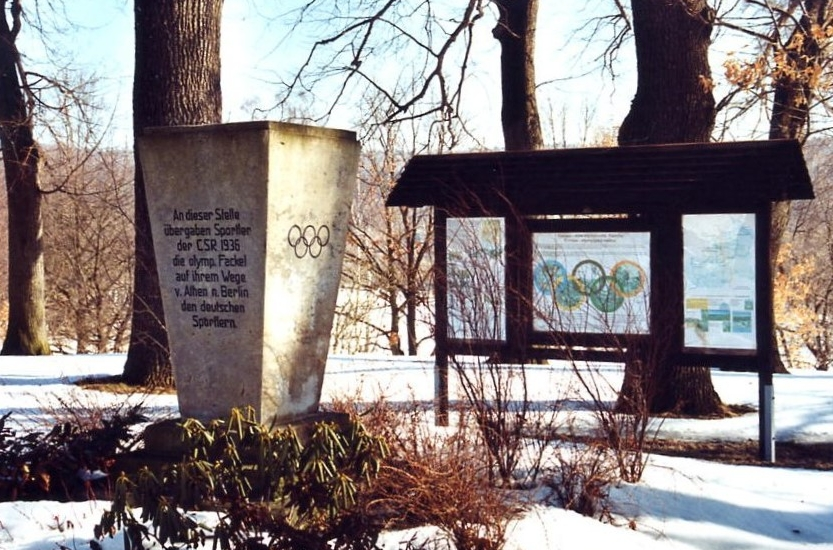
Gedenkstein an die olympische Fackel 1936 am Grenzübergang Bahratal
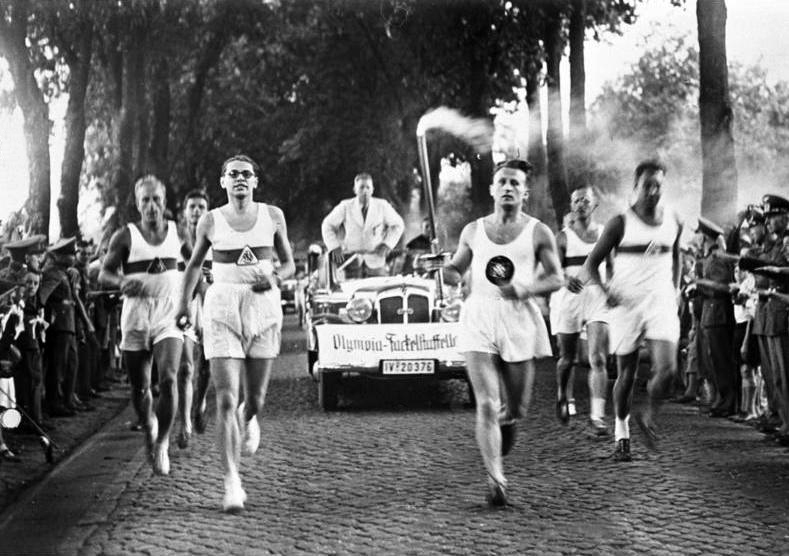
Olympische Fackelläufer 1936
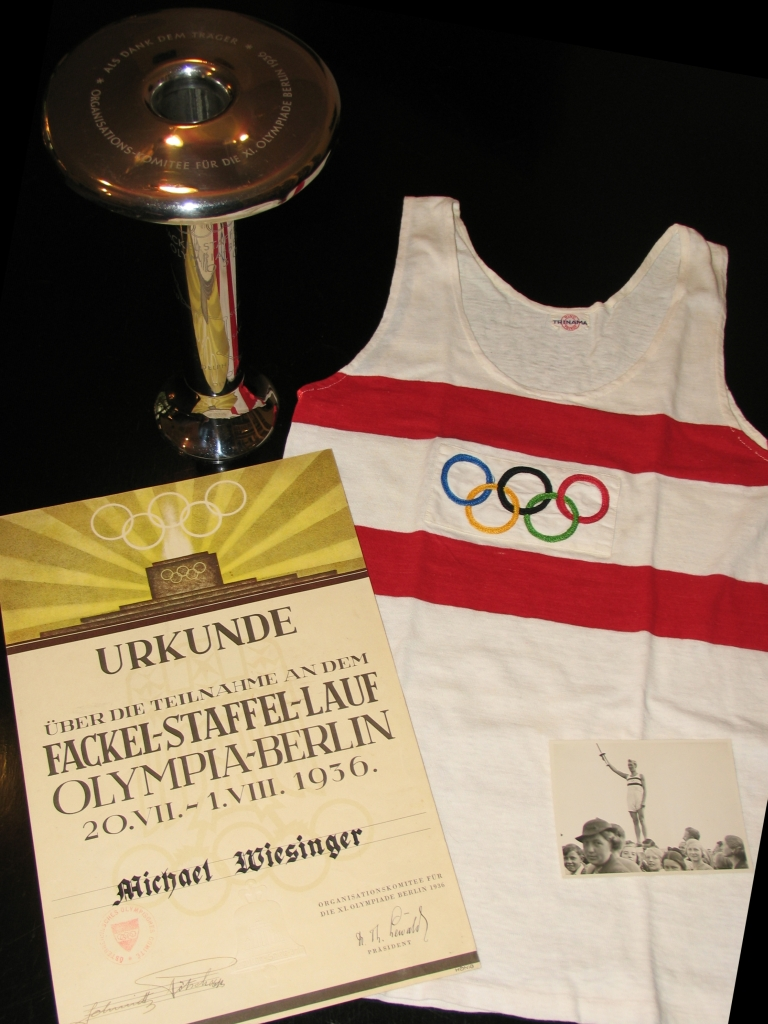
Fackel, Urkunde, Trikot und Foto eines Teilnehmers

### Olympischer Fackellauf in der Nachkriegszeit

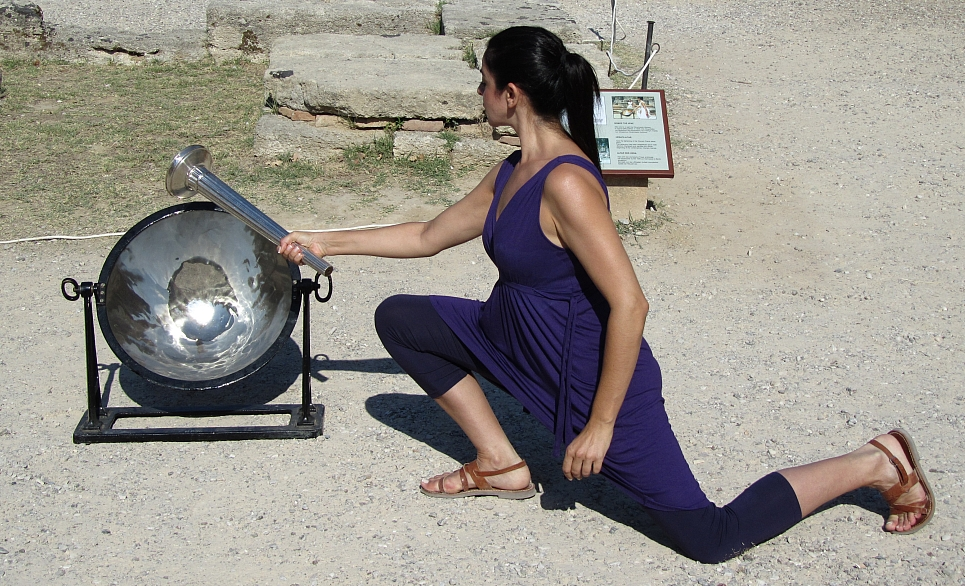
Entzündung der olympischen Flamme in Olympia für die Olympische Jugend-Sommerspiele 2010

Die Zeremonien des Fackellaufes und der Entzündung des olympischen Feuers als Teil jeder Eröffnung von Olympischen Sommerspielen wurden weitgehend unkritisch übernommen. 1952 fand vor der Austragung in Oslo der erste Fackellauf bei Olympischen Winterspielen statt. Weil das norwegische Morgedal als Wiege des Skisports galt, begann er dort und nicht wie üblich in Olympia. Das Feuer wurde nicht durch einen Hohlspiegel entzündet, sondern am Herd in der Hütte von Sondre Norheim, einem bekannten norwegischen Skisportler. Vor den Winterspielen in Lillehammer 1994 wurde die Flamme im Januar 1994 in Köln von protestierenden Studenten gelöscht.
Bei den Olympischen Spielen 2000 in Sydney wurden die Stationen weltweit und 2004 sowie 2008 auf jedem Kontinent ausgewählt. Bei den Winterspielen ist die Route kürzer. Weltweit bekannte Unternehmen sponsern seit den 1990er Jahren den olympischen Fackellauf. So investierten Coca-Cola und Samsung 2004 etwa 18 Millionen Euro in den Fackellauf.

### „Reise der Harmonie“ vor den Sommerspielen in Peking 2008

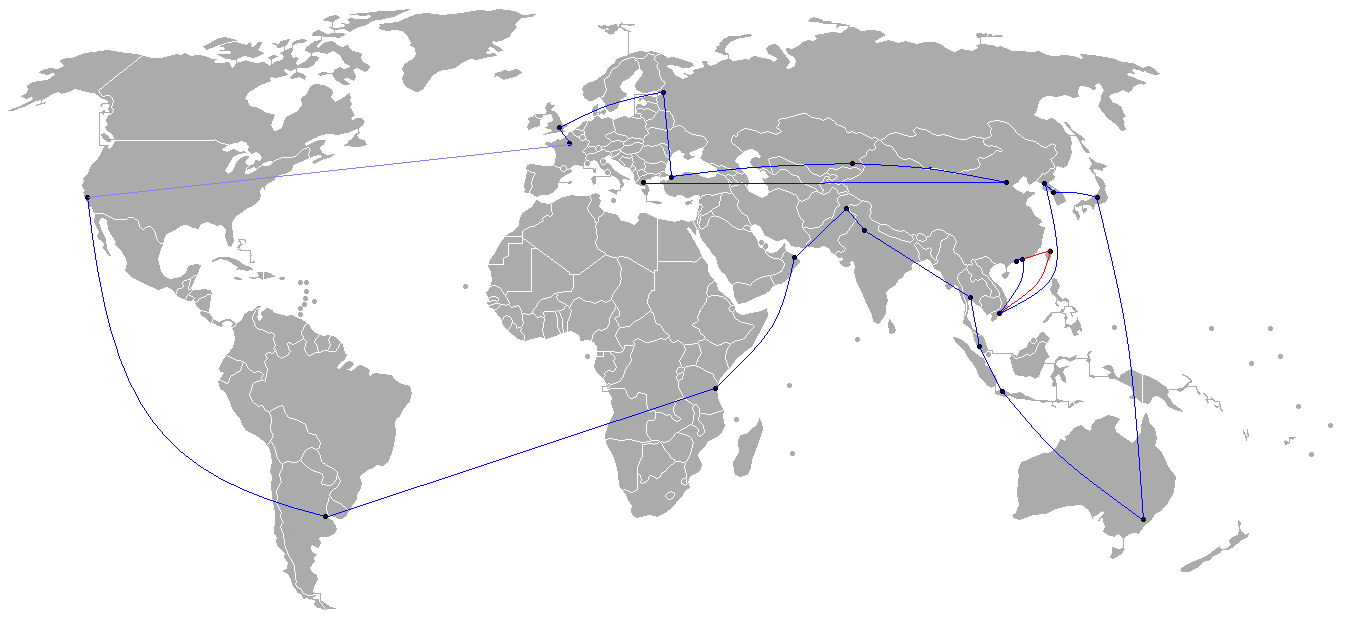
Route des olympischen Fackellaufes 2008

Zu heftigen Protesten kam es bei dem Fackellauf unter dem offiziellen Motto „Reise der Harmonie“ im Vorfeld der Olympischen Spiele 2008 in Peking vor allem in Europa und den Vereinigten Staaten. Bereits während der traditionellen Entzündung der Flamme in Olympia unterbrachen drei Demonstranten der Organisation Reporter ohne Grenzen, darunter ein Tibeter, die Zeremonie und entrollten ein Spruchband, auf dem zu lesen war: „Boykottiert das Land, das die Menschenrechte mit Füßen tritt.“ China wollte, dass die Fackel auch durch das von Unruhen erschütterte Autonome Gebiet Tibet getragen wurde.

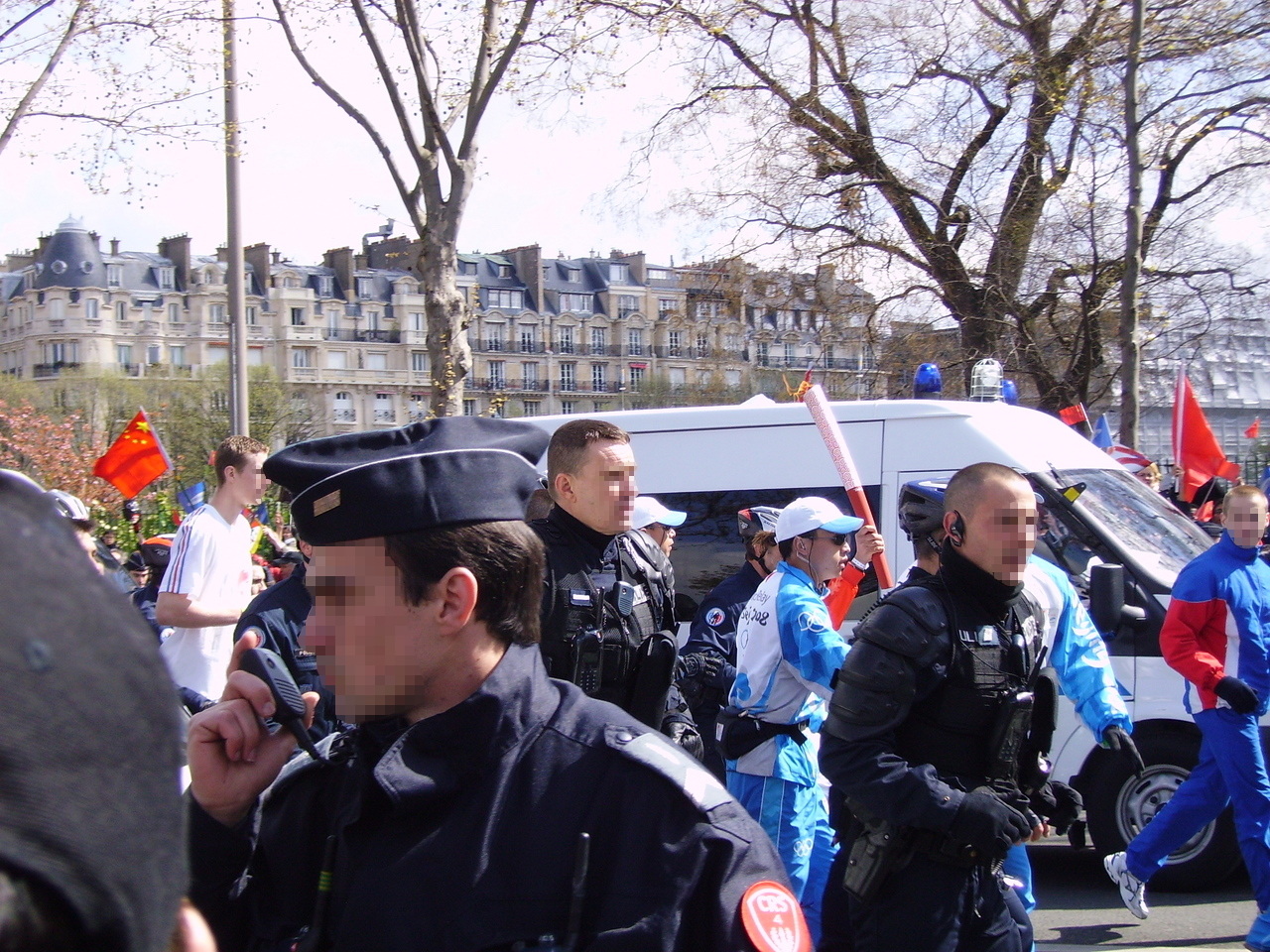
Der Fackellauf 2008 fand in Paris unter massiven Sicherheitsvorkehrungen statt

In der Folgezeit war der olympische Fackellauf immer wieder von Protesten begleitet. Die Fackel wurde dabei während der gesamten Strecke ständig von einer speziell zu diesem Zweck geschulten chinesischen Einheit beschützt.
- In London durchbrachen Dutzende von Menschen im April 2008 die Absperrungen entlang der Straßen und warfen sich den Läufern in den Weg. Mehr als tausend Bürgerrechtler demonstrierten gegen die Tibet-Politik der Volksrepublik China.[8]
- Am 7. April 2008 wurde der Fackellauf in Paris trotz eines Aufgebotes von rund 3000 Polizisten aufgrund von Protestaktionen abgebrochen, in deren Folge die Flamme mehrfach erlosch. Laut Angaben der französischen Polizei sei die Ursache für das Erlöschen der Flamme auf „technische Probleme“ zurückzuführen. Die Fackel wurde unter Polizeischutz in einem gesicherten Bus weitertransportiert und vorübergehend an einen geheimen Ort gebracht.[9]
- Auch in San Francisco kam es zu Zwischenfällen. Am 8. April kletterten drei protibetische Demonstranten an der Golden Gate Bridge hoch und befestigten daran zwei Banner, die „One world one dream“ und „Free Tibet“ verkündeten. Als die Demonstranten von der Brücke heruntergeklettert waren, wurden sie festgenommen.[10] Am 9. April wurde die Fackel dann streng bewacht durch San Francisco getragen, teilweise durch leere Straßen, weil die Route aus Angst vor Demonstrationen kurzfristig geändert und verkürzt wurde.[11] Der erste Läufer musste sogar mit einem Bus vom Hafen in die Innenstadt befördert werden. Der IOC-Präsident Jacques Rogge versicherte aber, dass der Fackellauf trotz einer momentanen Krise nicht abgebrochen würde.[12]
- Am 17. April wurde die Fackel in Neu-Delhi, der indischen Hauptstadt, unter Ausschluss der Öffentlichkeit entgegengenommen. Der (verkürzte) Lauf durch die Innenstadt verlief verhältnismäßig ruhig. 15.000 Polizisten waren im Einsatz. Am Vortag demonstrierten hunderte Tibeter vor der chinesischen Botschaft in Delhi.[13]
- Australien drohte mit der Festnahme der chinesischen Fackelwächter, sollten diese am 24. April in den Fackellauf in Canberra eingreifen. Die australische Regierung betonte, die Sicherheit der Fackel werde alleine durch die australische Polizei gewährleistet. Die Fackelwächter waren bereits in anderen Städten unangenehm aufgefallen.[14]
- Zur Sicherung des Fackellaufs in Tibet wurden Besteigungen des Mount Everest sowohl von chinesischen wie auch von nepalesischen Behörden zeitweilig untersagt. Auf der chinesischen Seite wurde der Fackellauf in Tibet militärisch gesichert. Die Automarke Audi blieb exklusiver Sponsor dieses Abschnitts, verzichtete jedoch auf eine geplante Werbeaktion vor dem Potala-Palast in Lhasa.[15]

Als Reaktion auf die Proteste beschloss das IOC am 27. März 2009, bei zukünftigen Olympischen Spielen den Fackellauf auf das jeweilige Gastgeberland zu beschränken. Die Regelung sollte ab den Olympischen Spielen 2016 verbindlich gelten; die Veranstalter der Spiele 2010 und 2012 kündigten 2009 an, auf einen weltumspannenden Fackellauf zu verzichten.

### „Streichung von Neukaledonien“ vor den Sommerspielen in Paris 2024
Zum ersten Mal nach 2008 wurde die Fackel „um die Welt getragen“ – zu einigen französischen Überseegebieten. Dabei sollte die Flamme am 11. Juni 2024 auch Neukaledonien erreichen, aber da es im Vorfeld zu Ausschreitungen kam, bei denen sechs Menschen ihr Leben verloren, wurde am 18. Mai 2024 die Station gestrichen.

## Organisation und Reglement
Die Eröffnungszeremonie wird vom Nationalen Olympischen Komitee Griechenlands organisiert. Die olympische Flamme wird im griechischen Olympia einige Monate vor der Eröffnung der Olympischen Spiele von Schauspielerinnen in der Rolle von Priesterinnen vor den Ruinen des Hera-Tempels entzündet. Bekleidung und Choreografie folgen antiken Vorbildern. Das Feuer wird mithilfe eines Parabolspiegels durch Bündelung des Sonnenlichts entfacht und anschließend in einem Tongefäß in das alte Stadion getragen. Dort wird die Flamme durch die „Hohepriesterin“ dem ersten Läufer mithilfe einer Fackel übergeben. Sollte die Sonne während der offiziellen Zeremonie einmal nicht scheinen, gibt es einen Plan B: Tage vorher wird in einer Schönwetterzeit das Feuer auf die vorgeschriebene Weise entzündet und in einer Sicherheitslampe verwahrt, an der die „Hohepriesterin“ ihre Fackel entzünden kann.
Erste Station ist das antike Panathinaikon-Stadion in Athen, in dem auch die ersten Olympischen Spiele der Neuzeit 1896 stattfanden. Der weitere Verlauf wird durch das Organisationskomitee der jeweiligen Olympischen Spiele organisiert.
Die Fackel wird normalerweise von Staffelläufern zu Fuß getragen, bei den Spielen in Berlin 1936 und Moskau 1980 wurde sie ausschließlich zu Fuß getragen, über längere Distanzen ist aber eine Beförderung mit anderen Transportmitteln wie Pferd, Auto, Fahrrad, Flugzeug oder Schiff möglich. Um einen sicheren Transport zu gewährleisten, kann die Flamme in eine Grubenlampe verbracht werden. Ungewöhnliche Transportmittel waren 1976 die virtuelle Übertragung per Satellit, 1992 der Transport mit der Concorde, 1994 die Übergabe während eines Fallschirmsprungs und 2000 durch Taucher im Meer vor der australischen Küste.
Die Läufer sind nicht nur Prominente, auch unbekannte Personen können am Fackellauf teilnehmen. Der Höhepunkt der Reise des olympischen Feuers ist die Eröffnung der Olympischen Spiele. Der Schlussläufer, meist ein Sportler oder Prominenter, entzündet im Stadion das olympische Feuer. Solange das olympische Feuer brennt, sollen die Völker ihre Streitigkeiten ruhen lassen und gemeinsam diese sportlichen Wettkämpfe bestreiten. Das olympische Feuer wird im Laufe der Abschlussfeier gelöscht.
Fackeln wurden früher durch Pech oder Petroleum versorgt, moderne Fackeln werden mit Gaskartuschen betrieben. Während des ganzen Fackellaufes darf die olympische Flamme nicht erlöschen; andernfalls müsste sie laut dem Zeremoniell in Olympia neu entfacht werden. Aus diesem Grund wird die Mutterflamme in drei Sicherungslaternen mitgeführt, von der die Flamme wieder übernommen werden kann. Umstritten ist, dass der Fackellauf seit 2004 von Sicherheitskräften des Gastgeberlandes begleitet wird.

## Liste der olympischen Fackelläufe

### Fackelläufe der Olympischen Sommerspiele
| Fackelläufe der Sommerspiele |      |               |                   | | |
| Gastgeber                    | Tage | Gesamtdistanz | Anzahl der Läufer | Strecke | Schlussläufer |
| Berlin 1936                  | 12   | 3.187 km      | 3.331             | Olympia (GRE) – Athen – Thessaloniki (GRE) – Sofia (BUL) – Belgrad (YUG) – Budapest (HUN) – Wien (AUT) – Prag (TCH) – Dresden (GER) – Berlin (GER) | Fritz Schilgen, Symbol des deutschen Jugendsports                                                                                        |
| London 1948                  | 13   | 3.160 km      | 1.416             | Olympia (GRE) – Korfu (GRE) – Bari (ITA) – Ancona – Bologna – Mailand (ITA) – Lausanne (SUI) – Genf (SUI) – Besançon (FRA) – Metz (FRA) – Luxemburg (LUX) – Brüssel (BEL) – Lille (FRA) – Calais (FRA) – Dover (GBR) – London (GBR) | John Mark, Symbol des englischen Jugendsports                                                                                            |
| Helsinki 1952                | 20   | 7.870 km      | 3.372             | Olympia (GRE) – Athen (GRE) – München (FRG) – Düsseldorf (FRG) – Aalborg (DEN) – Odense – Kopenhagen (DEN) – Malmö (SWE) – Göteborg – Stockholm – Skellefteå (SWE) – Tornio (FIN) – Oulu – Tampere – Helsinki (FIN). Eine zweite Flamme wurde auf dem Fjell Pallastunturi (Lappland) an der Mitternachtssonne entzündet und später mit der olympischen Flamme in Tornio vereinigt. | Paavo Nurmi, mehrfacher Leichtathletik-Olympiasieger                                                                                     |
| Stockholm 1956               | 9    | ca. 1.000 km  | 490               | Olympia (GRE) – Athen (GRE) – Kopenhagen (DEN) – Malmö (SWE) – Stockholm (SWE). Es handelte sich um eine Reiterstaffel. | Hans Wikne, schwedischer Nachwuchsdressurreiter, der 1964 an den Olympischen Spielen teilnahm                                            |
| Melbourne 1956               | 21   | ca. 20.470 km | 3.118             | Olympia (GRE) – Athen (GRE) – Istanbul (TUR) – Basra (IRQ) – Karatschi (PAK) – Kalkutta (IND) – Bangkok (THA) – Singapur (SIN) – Jakarta (INA) – Darwin (AUS) – Cairns – Brisbane – Sydney – Canberra – Melbourne (AUS). Die Flamme wurde von Griechenland nach Australien per Flugzeug von Etappe zu Etappe transportiert. | Ron Clarke, Junioren-Weltmeister über 1 Meile                                                                                            |
| Rom 1960                     | 14   | ca. 2.750 km  | 1.529             | Olympia (GRE) – Athen – Paleo Faliro (GRE) – Syrakus (ITA) – Catania – Messina – Reggio Calabria – Tarent – Paestum – Neapel – Rom (ITA). Der Fackellauf folgte den Spuren der griechischen Siedler der Antike in Italien. Ein zweiter Fackellauf fand zur Erinnerung an die Etruskischen Spiele zwischen Tarquinia und Rom statt. Vor dem Kapitol wurden die beiden Flammen vereinigt. | Giancarlo Peris, Schülermeister im Mittelstreckenlauf                                                                                    |
| Tokio 1964                   | 51   | 26.065 km     | 101.866           | Olympia (GRE) – Athen (GRE) – Istanbul (TUR) – Beirut (LIB) – Teheran (IRN) – Lahore (PAK) – Neu-Delhi (IND) – Rangun (BIR) – Bangkok (THA) – Kuala Lumpur (MAS) – Manila (PHI) – Hongkong (HKG) – Taipeh (TAI) – Okinawa (JPN) – 1. Strecke: Kagoshima – Nagasaki – Fukuoka – Yamaguchi – Hiroshima – Nagano – Tokio 2. Strecke: Kagoshima – Miyazaki – Kōchi – Kōbe – Kyōto – Nagoya – Yokohama – Tokio 3. Strecke: Kagoshima – Miyazaki – Sapporo – Aomori – Morioka – Fukushima – Tokio 4. Strecke: Kagoshima – Miyazaki – Sapporo – Aomori – Akita – Niigata – Tokio (JPN). Die Flamme wurde von Griechenland nach Japan per Flugzeug von Etappe zu Etappe transportiert. | Yoshinori Sakai, wurde am Tag des Atombombenabwurfs in Hiroshima (6. August 1945) geboren                                                |
| Mexiko-Stadt 1968            | 51   | ca. 13.620 km | 2.778             | Olympia (GRE) – Athen (GRE) – Genua (ITA) – Barcelona (ESP) – Saragossa – Madrid – Sevilla – Palos de la Frontera – Las Palmas de Gran Canaria (ESP) – San Salvador (BAH) – Veracruz (MEX) – Puebla – Teotihuacán – Mexiko-Stadt (MEX). Der Fackellauf fand zu Ehren von Christoph Kolumbus auf dessen Spuren statt. Die Flamme wurde von Spanien über die Karibik nach Mexiko per Schiff transportiert. | Enriqueta Basilio, mex. Landesmeisterin über 400 m und 80 m Hürden                                                                       |
| München 1972                 | 30   | 5.532 km      | ca. 6.000         | Olympia (GRE) – Athen – Thessaloniki (GRE) – Istanbul (TUR) – Warna (BUL) – Bukarest (ROM) – Timișoara (ROM) – Belgrad (YUG) – Budapest (HUN) – Wien (AUT) – Linz – Salzburg – Innsbruck (AUT) – Garmisch-Partenkirchen (FRG) – München (FRG) | Günter Zahn, deutscher Juniorenmeister über 1500 m                                                                                       |
| Montréal 1976                | 5    | 775 km        | ca. 1.214         | Olympia (GRE) – Athen (GRE) – Ottawa (CAN) – Montreal (CAN). Die Flamme wurde per elektronischen Impuls von Griechenland nach Kanada über Satellit transportiert. | Sandra Henderson (englisch) und Stéphane Préfontaine (frz.), verkörpern die kanadische Jugend und die zwei Haupt-Volksgruppen Kanadas    |
| Moskau 1980                  | 31   | 4.915 km      | ca. 5.000         | Olympia (GRE) – Athen – Thessaloniki (GRE) – Sofia (BUL) – Bukarest (ROM) – Chișinău (URS) – Kiew – Belgorod – Moskau (URS) | Sergei Below, sowjet. Basketball-Olympiasieger in München 1972                                                                           |
| Los Angeles 1984             | 83   | 15.000 km     | 3.636             | Olympia (GRE) – Athen (GRE) – New York (USA) – Boston – Philadelphia – Washington – Detroit – Chicago – Indianapolis – Atlanta – St. Louis – Kansas City – Dallas – Albuquerque – Denver – Salt Lake City – Seattle – San Francisco – San Diego – Los Angeles (USA). Die Flamme wurde von Griechenland in die Vereinigten Staaten per Flugzeug transportiert. | Rafer Johnson, Leichtathletik-Olympiasieger in Rom 1960                                                                                  |
| Seoul 1988                   | 26   | 15.250 km     | 20.899            | Olympia (GRE) – Athen (GRE) – Jeju-do (KOR) – Busan – Mokpo – Daegu – Gumi – Jeonju – Cheongju – Gangneung – Wonju – Incheon – Seoul (KOR). Die Flamme wurde von Griechenland nach Südkorea per Flugzeug transportiert. | Sohn Kee-chung, Marathon-Olympiasieger von Berlin 1936                                                                                   |
| Barcelona 1992               | 51   | 6.307 km      | 10.448            | Olympia (GRE) – Athen (GRE) – Empúries (ESP) – Saragossa – Bilbao – La Coruña – Valladolid – Madrid – Sevilla – Santa Cruz de Tenerife – Las Palmas de Gran Canaria – Málaga – Murcia – Valencia – Palma – Barcelona (ESP). Die Route folgte den griechischen Siedlern der Antike in Spanien. Die Flamme wurde von Griechenland nach Spanien per Schiff transportiert. | Antonio Rebollo, paralympischer Bogenschütze und Leichtathlet                                                                            |
| Atlanta 1996                 | 112  | 27.890 km     | ca. 13.270        | Olympia (GRE) – Athen (GRE) – Los Angeles (USA) – Phoenix – Las Vegas – San Francisco – Seattle – Salt Lake City – Denver – Kansas City – Oklahoma City – Dallas – St. Louis – Minneapolis – Chicago – Detroit – Boston – New York – Philadelphia – Washington – Knoxville – Birmingham – Miami – Atlanta (USA). Die Flamme wurde von Griechenland in die Vereinigten Staaten per Flugzeug transportiert. | Muhammad Ali, Olympiasieger im Boxen in Rom 1960                                                                                         |
| Sydney 2000                  | 127  | 27.000 km     | 13.300            | Olympia (GRE) – Athen (GRE) – Hagåtña (GUM) – Koror (PLW) – Palikir (FSM) – Yaren (NRU) – Honiara (SOL) – Port Moresby (PNG) – Port Vila (VAN) – Apia (SAM) – Pago Pago (ASA) – Avarua (COK) – Nuku'alofa (TGA) – Suva (FIJ) – Queenstown (NZL) – Christchurch – Wellington – Auckland (NZL) – Uluṟu (AUS) – Mount Isa – Brisbane – Rockhampton – Townsville – Thursday Island – Darwin – Broome – Carnarvon – Albany – Perth – Adelaide – Melbourne – Hobart – Melbourne – Bourke – Canberra – Sydney (AUS). Die Flamme wurde von Griechenland nach Australien in einem Flugzeug von Etappe zu Etappe transportiert. | Cathy Freeman, von den Ureinwohnern abstammende Leichtathletin                                                                           |
| Athen 2004                   | 142  | 86.000 km     | 11.360            | Olympia (GRE) – Marathon – Athen (GRE) – Sydney (AUS) – Melbourne (AUS) – Tokio (JPN) – Seoul (KOR) – Peking (CHN) – Neu-Delhi (IND) – Kairo (EGY) – Kapstadt (RSA) – Rio de Janeiro (BRA) – Mexiko-Stadt (MEX) – Los Angeles (USA) – St. Louis – Atlanta – New York (USA) – Montreal (CAN) – Antwerpen (BEL) – Brüssel (BEL) – Amsterdam (NED) – Lausanne (SUI) – Genf (SUI) – Paris (FRA) – London (GBR) – Madrid (ESP) – Barcelona (ESP) – Rom (ITA) – München (GER) – Berlin (GER) – Stockholm (SWE) – Helsinki (FIN) – Moskau (RUS) – Kiew (UKR) – Istanbul (TUR) – Sofia (BUL) – Nikosia (CYP) – Iraklio (GRE) – Thessaloniki – Patras – Athen (GRE). Der Fackellauf führte per Flugzeug „um die Welt“ – dabei wurden alle ehemaligen Gastgeberstädte besucht. | Nikolaos Kaklamanakis, Olympiasieger im Windsurfen Atlanta 1996                                                                          |
| Peking 2008                  | 130  | 137.000 km    | 21.800            | Olympia (GRE) – Athen (GRE) – Peking (CHN) – Almaty (KAZ) – Istanbul (TUR) – Sankt Petersburg (RUS) – London (GBR) – Paris (FRA) – San Francisco (USA) – Buenos Aires (ARG) – Daressalam (TAN) – Maskat (OMA) – Islamabad (PAK) – Neu-Delhi (IND) – Bangkok (THA) – Kuala Lumpur (MAS) – Jakarta (INA) – Canberra (AUS) – Nagano (JPN) – Seoul (KOR) – Pjöngjang (PRK) – Ho-Chi-Minh-Stadt (VIE) – Hongkong (HKG) – Macau (MAC) – Sanya (CHN) – Haikou – Guangzhou – Shenzhen – Fuzhou – Nanchang – Hangzhou – Shanghai – Suzhou – Nanjing – Hefei – Wuhan – Changsha – Guilin – Nanning – Kunming – Guiyang – Chongqing – Ürümqi – Kaschgar – Lhasa – Xining – Taiyuan – Yinchuan – Xi’an – Lanzhou – Hohhot – Harbin – Changchun – Shenyang – Qingdao – Jinan – Luoyang – Shijiazhuang – Tianjin – Chengdu – Peking (CHN). Auf dem internationalen Teil der Strecke wurde die Flamme per Flugzeug von Etappe zu Etappe transportiert. Am 8. Mai 2008 erreichte eine Bergsteigergruppe mit der olympischen Fackel den Gipfel des Mount Everest. | Li Ning, dreifacher Olympiasieger im Turnen in Los Angeles 1984                                                                          |
| London 2012                  | 70   | 12.800 km     | ca. 8.000         | Olympia (GRE) – Athen (GRE) – Land’s End (GBR) – Plymouth – Torquay – Bath – Bristol – Cardiff – Swansea – Bangor – Much Wenlock – Liverpool – Douglas – Belfast – Londonderry/Derry (GBR) – Dublin (IRL) – Belfast (GBR) – Stranraer – Glasgow – Inverness – Kirkwall – Lerwick – Stornoway – Inverness – Aberdeen – Dundee – Stirling – Edinburgh – Newcastle upon Tyne – Kingston upon Hull – York – Dumfries – Blackpool – Manchester – Leeds – Sheffield – Nottingham – Derby – Birmingham – Stratford-upon-Avon – Rugby – Coventry – Norwich – Cambridge – Stoke Mandeville – Oxford – Windsor – Ascot – Salisbury – Shaftesbury – Bournemouth – Southampton – Saint Peter Port – Saint Helier – Portsmouth – Brighton – Hastings – Dover – Canterbury – London (GBR). Die Flamme wurde von Griechenland nach Cornwall per Flugzeug transportiert. | Katie Kirk, Desiree Henry, Adelle Tracey, Cameron MacRitchie, Jordan Duckitt, Aidan Reynolds und Callum Airlie, junge britische Athleten |
| Rio de Janeiro 2016          | 95   | ca. 20.000 km | 12.000            | Olympia (GRE) – Athen (GRE) – Lausanne (SUI) – Genf (SUI) – Brasília (BRA) – Goiânia – Belo Horizonte – Vitória – Salvador da Bahia – Aracaju – Maceió – Recife – João Pessoa – Natal – Fortaleza – Teresina – Palmas – São Luís – Belém – Macapá – Boa Vista – Manaus – Rio Branco – Porto Velho – Cuiabá – Campo Grande – Foz do Iguaçu – Porto Alegre – Florianópolis – Curitiba – São Paulo – Rio de Janeiro (BRA). Die Flamme wurde mit dem Flugzeug von Griechenland über die Schweiz nach Brasilien transportiert. | Vanderlei de Lima, Bronzemedaillengewinner im Marathon in Athen 2004                                                                     |
| Tokio 2020                   | 121  | 20.000 km     | 10.000            | Olympia (GRE) – Sparta – Athen (GRE) – Sendai (JPN) – Fukushima – Naraha – Nagano – Gifu – Nagoya – Nara – Suita – Kōchi – Miyazaki – Kagoshima – Naha – Nagasaki – Fukuoka – Hiroshima – Kōbe – Kyōto – Kanazawa – Yamagata – Aomori – Sapporo – Morioka – Sendai – Shizuoka – Yokohama – Chiba – Saitama – Tokio (JPN). Die Staffel zwischen Olympia und Athen musste in Sparta wegen der COVID-19-Pandemie abgebrochen werden. Die Flamme wurde per Flugzeug von Athen nach Japan transportiert. Nach der Verschiebung der Spiele um ein Jahr wurde der Fackellauf unterbrochen. Am 25. März 2021 wurde er in der von einer Nuklearkatastrophe betroffenen Präfektur Fukushima fortgesetzt. | Naomi Ōsaka, Tennisspielerin |
| Paris 2024                   | 79   |               | 10.000            | Olympia (GRE) – Athen (GRE) – Marseille (FRA) – Toulon – Arles – Montpellier – Bastia – Perpignan – Carcassonne – Toulouse – Pau – Périgueux – Bordeaux – Futuroscope bei Poitiers – Châteauroux – Angers – Caen – Mont-Saint-Michel – Rennes – Brest – Cayenne (Frz.-Guayana) – Saint-Denis (Réunion) – Papeete (Frz.-Polynesien) – Basse-Terre (Guadeloupe) – Fort-de-France (Martinique) – Nizza – Monaco (MON) – Avignon – Vichy – Saint-Étienne – Chamonix – Besançon – Straßburg – Metz – Verdun – Reims – Lille – Amiens – Le Havre – Chartres – Blois – Orléans – Auxerre – Dijon – Troyes – Paris – Saint-Quentin – Chantilly – Argenteuil – Fontainebleau – Melun – Vaires-sur-Marne – Versailles – Colombes – Nanterre – Saint-Denis – Paris (FRA). Die Flamme wurde auf dem Dreimaster Belem von Piräus nach Marseille transportiert. Von Brest aus wurde sie mit einem Ultim-Trimaran um die Welt in einige der Französischen Überseegebiete gebracht, bis sie in Nizza wieder das Französische Mutterland erreichte.               | Teddy Riner, dreifacher Judo-Olympiasieger, und Marie-José Pérec, dreifache Leichtathletik-Olympiasiegerin                               |

## Weblinks

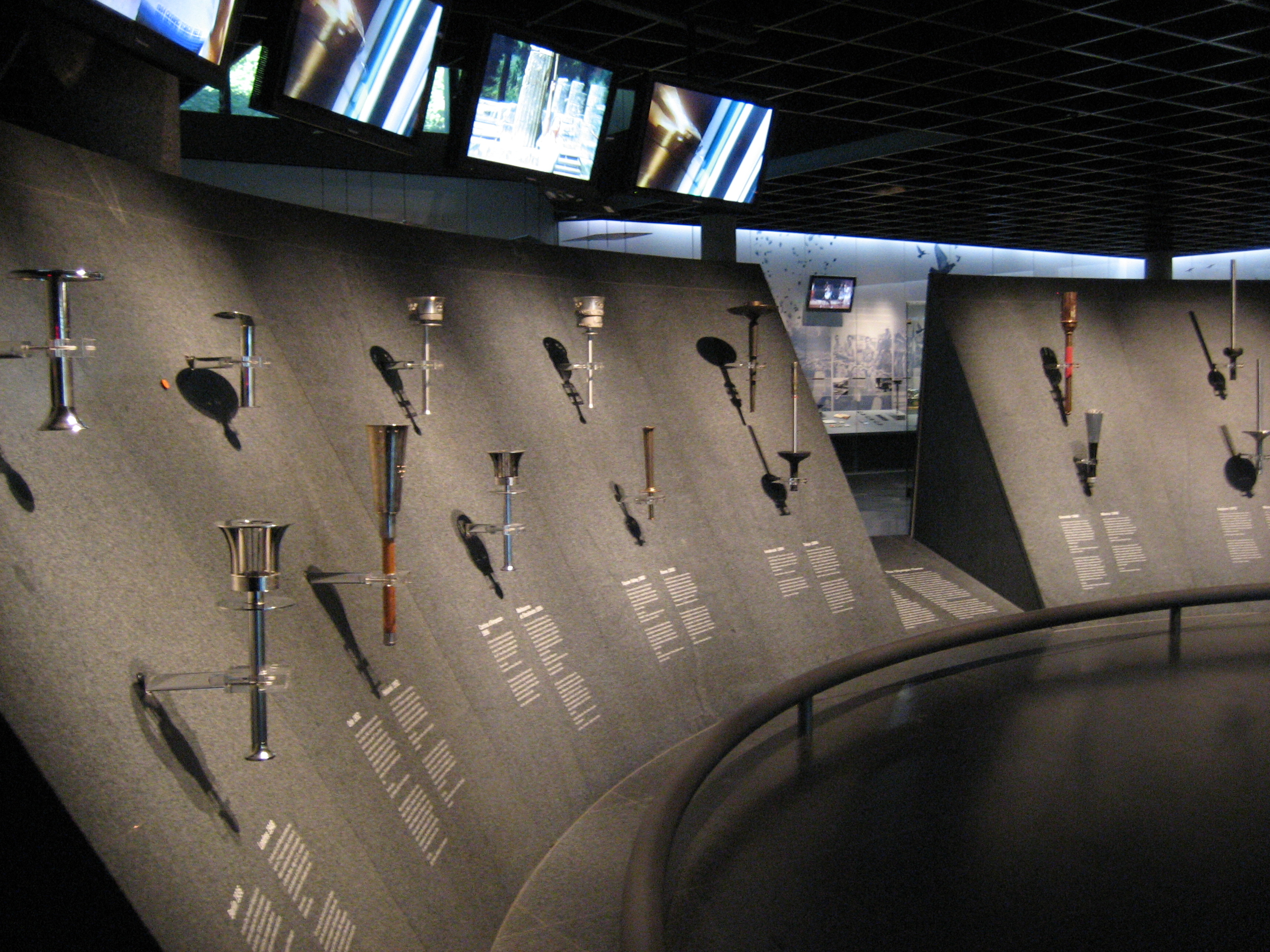
Fackelgalerie im Olympischen Museum

### Fackelläufe der Olympischen Winterspiele
| Fackelläufe der Winterspiele |      |                 |                   | | |
| Gastgeber                    | Tage | Gesamt- distanz | Anzahl der Läufer | Strecke | Schlussläufer |
| Oslo 1952                    | 2    | 225 km          | 94                | Morgedal (NOR) – Notodden – Kongsberg – Drammen – Oslo (NOR). Die Flamme wurde am Herd des Geburtshauses des Skipioniers Sondre Norheim in der norwegischen Region Telemark entzündet und auf Skiern transportiert. | Eigil Nansen, Enkel des norwegischen Entdeckers Fridtjof Nansen |
| Cortina d’Ampezzo 1956       | 5    |                 |                   | Rom (ITA) – Venedig – Cortina d’Ampezzo (ITA). Die Flamme wurde im Jupitertempel des Forum Romanum entzündet und mit dem Flugzeug nach Venedig transportiert. Dort begann der Fackellauf. | Guido Caroli, italienischer Eisschnellläufer, der an den Olympischen Winterspielen von 1948, 1952 und 1956 teilnahm. |
| Squaw Valley 1960            | 19   | 960 km          | 700               | Morgedal (NOR) – Oslo (NOR) – Kopenhagen (DEN) – Los Angeles (USA) – Bakersfield – Fresno – Stockton – San Francisco – Sacramento – Squaw Valley (USA). Olympia weigerte sich, die Entzündung vorzunehmen, da sich die Organisatoren zu spät dafür entschieden haben. Somit wurde die Flamme wieder in Morgedal entzündet. Sie wurde von Dänemark in die Vereinigten Staaten per Flugzeug transportiert. | Kenneth Henry, amerikanischer Olympiasieger im Eisschnelllauf |
| Innsbruck 1964               | 8    |                 |                   | Olympia (GRE) – Athen (GRE) – Wien (AUT) – Innsbruck (AUT) | Josef Rieder, österreichischer Skifahrer, der 1956 an den Olympischen Winterspielen teilgenommen hatte |
| Grenoble 1968                | 50   | 7.222 km        | 5.000             | Olympia (GRE) – Athen (GRE) – Paris (FRA) – Reims – Nancy – Straßburg – Lyon – Bordeaux – Toulouse – Marseille – Nizza – Chamonix – Grenoble (FRA) | Alain Calmat, französischer Silbermedaillengewinner im Eiskunstlauf |
| Sapporo 1972                 | 38   | 18.741 km       | 16.300            | Olympia (GRE) – Athen (GRE) – Naha (JPN) – Tokio – Nirasaki; 1. Strecke nach Hokkaidō: Nirasaki – Nagano – Niigata – Yamagata – Aomori; 2. Strecke nach Hokkaidō: Nirasaki – Nikkō – Fukushima – Morioka – Aomori; 1. Strecke durch Hokkaidō: Hakodate – Sapporo; 2. Strecke durch Hokkaidō: Hakodate – Wakkanai – Rumoi – Sapporo; 3. Strecke durch Hokkaidō: Hakodate – Nemuro – Abashiri – Sapporo (JPN). Die Flamme wurde von Griechenland nach Japan per Flugzeug transportiert. | Hideki Takada, japanischer Student und Eisschnellläufer |
| Innsbruck 1976               | 6    | 1.618 km        |                   | Olympia (GRE) – Athen (GRE) – Wien (AUT); 1. Strecke: Wien – Linz – Salzburg – Innsbruck; 2. Strecke: Wien – Graz – Klagenfurt – Innsbruck (AUT). In Wien wurde die Flamme zweigeteilt: in eine Erinnerungsflamme 1964 und die olympische Flamme 1976. | Christl Haas (Erinnerungsflamme), österreichische Olympiasiegerin in der Abfahrt von 1964, und Josef Feistmantl (Olympische Flamme), österreichischer Olympiasieger in Doppelsitzer Rodeln von 1964                                                      |
| Lake Placid 1980             | 15   | 12.824 km       | 52                | Olympia (GRE) – Athen (GRE) – Shannon (IRL) – Hampton (USA) – Washington – Baltimore – Philadelphia – New York – Albany – Lake Placid (USA). Die Flamme wurde von Griechenland in die Vereinigten Staaten per Flugzeug transportiert. | Charles Morgan Kerr |
| Sarajevo 1984                | 11   | 5.289 km        | 1.600             | Olympia (GRE) – Athen (GRE) – Dubrovnik (YUG) – 1. Strecke: Dubrovnik – Split – Ljubljana – Zagreb – Sarajevo; 2. Strecke: Dubrovnik – Skopje – Niš – Belgrad – Novi Sad – Sarajevo (YUG). Erster vollständig gesponserter Fackellauf | Sanda Dubravčić, jugoslawische Eiskunstläuferin, die an den Olympischen Winterspielen von 1980 und 1984 teilnahm. |
| Calgary 1988                 | 95   | 18.000 km       | 6.250             | Olympia (GRE) – Athen (GRE) – St. John’s (CAN) – Halifax – Québec – Montreal – Ottawa – Toronto – Winnipeg – Regina – Yellowknife – Inuvik – Whitehorse – Vancouver – Edmonton – Calgary (CAN). Die Flamme wurde von Griechenland nach Kanada per Flugzeug transportiert. | Robyn Perry, 12-jährige kanadische Schülerin und Eiskunstläuferin |
| Albertville 1992             | 85   | 5.500 km        | 5.597             | Olympia (GRE) – Athen (GRE) – Paris (FRA) – Nantes – Le Havre – Lille – Straßburg – Dijon – Limoges – Bordeaux – Toulouse – Montpellier – Ajaccio – Nizza – Marseille – Lyon – Grenoble – Albertville (FRA) | Michel Platini, mehrfacher europäischer Fußballer des Jahres aus Frankreich und Europameister zusammen mit dem achtjährigen Nachwuchsskirennläufer François-Cyrille Grange                                                                               |
| Lillehammer 1994             | 82   | 12.000 km       |                   | Olympia (GRE) – Athen (GRE) – Frankfurt am Main (GER) – Stuttgart – Karlsruhe – Düsseldorf – Köln – Dortmund – Hamburg (GER) – Kopenhagen (DEN) – Stockholm (SWE) – Helsinki (FIN) – Oslo (NOR) – Lillehammer. Parallel dazu fand ein zweiter Fackellauf statt: Morgedal (NOR) – Bergen – Trondheim – Tromsø – Spitzbergen – Oslo. Diese zweite Flamme erlosch in Oslo. | Haakon, Kronprinz von Norwegen |
| Nagano 1998                  | 51   | 3.486 km        | 6.901             | Olympia (GRE) – Athen (GRE) – Tokio (JPN) – 1. Strecke: Tokio – Sapporo – Aomori – Akita – Fukushima – Chiba – Tokio – Nagano; 2. Strecke: Tokio – Naha – Nagasaki – Hiroshima – Kyōto – Niigata – Nagano; 3. Strecke: Tokio – Kagoshima – Miyazaki – Osaka – Shizuoka – Nagano (JPN). Die Flamme wurde von Griechenland nach Japan per Flugzeug transportiert. | Midori Itō, japanische Silbermedaillengewinnerin im Eiskunstlaufen |
| Salt Lake City 2002          | 85   | 21.275 km       | 12.012            | Olympia (GRE) – Athen (GRE) – Atlanta (USA) – Miami – New Orleans – Houston – Dallas – Memphis – Pittsburgh – Cumberland – Washington – Baltimore – Philadelphia – New York – Boston – Lake Placid – Cleveland – Chicago – Detroit – Indianapolis – Lexington – St. Louis – Omaha – Oklahoma City – Amarillo – Albuquerque – Phoenix – Los Angeles – San Francisco – Squaw Valley – Reno – Portland – Seattle – Juneau – Boise – Bozeman – Cheyenne – Denver – Salt Lake City (USA). Die Flamme wurde von Griechenland in die Vereinigten Staaten per Flugzeug transportiert. | Mike Eruzione mit der ganzen US-Eishockeymannschaft von 1980, die unerwartet Gold gewonnen hatte |
| Turin 2006                   | 75   | 11.300 km       | 10.000            | Olympia (GRE) – Athen (GRE) – Rom (ITA) – Florenz – Genua – Cagliari – Palermo – Reggio Calabria – Neapel – Bari – Ancona (ITA) – San Marino (RSM) – Bologna (ITA) – Venedig – Triest (ITA) – Ljubljana (SLO) – Klagenfurt (AUT) – Trient (ITA) – Cortina d’Ampezzo – Meran – Mailand (ITA) – Lugano (SUI) – Bardonecchia (ITA) – Grenoble (FRA) – Albertville (FRA) – Aosta (ITA) – Turin (ITA) | Stefania Belmondo, italienische Goldmedaillengewinnerin in Skilanglauf |
| Vancouver 2010               | 114  | 45.000 km       | 12.000            | Olympia (GRE) – Athen (GRE) – Victoria (CAN) – Whitehorse – Inuvik – Kugluktuk – Yellowknife – Grande Prairie – Churchill – Alert – Iqaluit – Gaspé – Happy Valley-Goose Bay – St. John’s – Halifax – Charlottetown – Fredericton – Québec – Montreal – Ottawa – Toronto – Windsor – Thunder Bay – Winnipeg – Regina – Edmonton – Calgary – Kelowna – Prince George – Prince Rupert – Port Hardy – Squamish – Hope – Surrey – Vancouver (CAN) | Nancy Greene, ehemalige kanadische Skirennläuferin und Olympiasiegerin Wayne Gretzky, ehemaliger kanadischer Eishockeyspieler Catriona LeMay Doan, ehemalige kanadische Eisschnellläuferin und Olympiasiegerin Steve Nash, kanadischer Basketballspieler |
| Sotschi 2014                 | 123  | 65.000 km       | 14.000            | Olympia (GRE) – Athen (GRE) – Moskau (RUS) – Twer – Smolensk – Rjasan – Wladimir – Jaroslawl – Weliki Nowgorod – Sankt Petersburg – Kaliningrad – Murmansk – Archangelsk – Syktywkar – Chanty-Mansijsk – Norilsk – Jakutsk – Magadan – Anadyr – Petropawlowsk-Kamtschatski – Wladiwostok – Chabarowsk – Blagoweschtschensk – Ulan-Ude – Irkutsk – Krasnojarsk – Kysyl – Nowosibirsk – Omsk – Jekaterinburg – Tscheljabinsk – Ufa – Samara – Uljanowsk – Kasan – Perm – Nischni Nowgorod – Saratow – Belgorod – Woronesch – Wolgograd – Rostow am Don – Astrachan – Machatschkala – Wladikawkas – Tscherkessk – Grosny – Krasnodar – Sotschi (RUS). Am 20. Oktober 2013 erreichte ein Eisbrecher mit der olympischen Flamme an Bord von Murmansk aus den Nordpol. Am 7. November wurde die Fackel (ohne Feuer) außerdem mit einer Sojus-Rakete zur ISS geflogen. | Wladislaw Tretjak, ehemaliger russischer Eishockeytorwart, und Irina Rodnina, russische Olympiasiegerin im Eiskunstlaufen |
| Pyeongchang 2018             | 109  |                 |                   | Olympia (GRE) – Athen (GRE) – Flughafen Incheon (KOR) – Jeju – Busan – Ulsan – Changwon – Muan – Gwangju – Jeonju – Hongseong – Daejeon – Sejong – Cheongju – Andong – Daegu – Suwon – Incheon – Seoul – Chuncheon – Gangneung – Pyeongchang (KOR) | Kim Yu-na, südkoreanische Olympiasiegerin im Eiskunstlaufen |
| Peking 2022                  | 3    |                 |                   | Olympia (GRE) – Athen (GRE) – Peking (CHN) – Zhangjiakou – Yanqing – Peking (CHN). Der Fackellauf in China wurde auf die letzten drei Tage vor der Eröffnungsfeier beschränkt. | Dinigeer Yilamujiang, zur Minderheit der Uiguren zählende Skilangläuferin, und Zhao Jiawen, Nordischer Kombinierer |

### Fackelläufe der Olympischen Jugendspiele
| Fackelläufe der Jugendspiele |      |               |                   | |                                           |
| Gastgeber                    | Tage | Gesamtdistanz | Anzahl der Läufer | Strecke | Schlussläufer                             |
| Singapur 2010                | 22   | 26.700 km     | 2.400             | Olympia (GRE) – Berlin (GER) – Dakar (SEN) – Mexiko-Stadt (MEX) – Auckland (NZL) – Seoul (KOR) – Singapur (SGP) | Darren Choy                               |
| Innsbruck 2012               | 18   | 3.573 km      | 2.012             | Athen (GRE) – Innsbruck (AUT) – Bregenz – St. Anton am Arlberg – Lienz – Klagenfurt – Semmering – Wien – Graz – Eisenstadt – St. Pölten – Linz – Salzburg – Schladming – Seefeld in Tirol – Kühtai – Kufstein – Innsbruck (AUT)                                 | Paul Gerstgraser                          |
| Nanjing 2014                 | 108  | ?? km         | 204               | Athen (GRE) – virtuell um die Welt – Nanjing (CHN) – physischer Fackellauf – Nanjing (CHN) | Chen Ruolin                               |
| Lillehammer 2016             |      | ?? km         |                   | Athen (GRE) – Oslo (NOR) – Alta – Tromsø – Bodø – Trondheim – Bergen – Stavanger – Morgedal – Lillehammer (NOR) | Ingrid Alexandra, Prinzessin von Norwegen |
| Buenos Aires 2018            |      | ?? km         |                   | Athen (GRE) – La Plata (ARG) – Paraná – Santa Fe – Puerto Iguazú – Corrientes – San Salvador de Jujuy – Salta – San Miguel de Tucumán – San Fernando del Valle de Catamarca – La Rioja – Mendoza – Córdoba – Neuquén – Bariloche – Ushuaia – Buenos Aires (ARG) | Santiago Lange und Paula Pareto           |
| Lausanne 2020                |      | ?? km         |                   | Athen (GRE) – Genf (SUI) – Lausanne – Zürich – Basel – Bern – Sitten – Locarno – St. Gallen – Luzern – Chur – St. Moritz – Champéry – Leysin (SUI) – Les Tuffes (FRA) – Lausanne (SUI)                                                                          | Gina Zehnder                              |
| Gangwon 2024                 |      | ?? km         |                   | Athen (GRE) – Seoul (KOR) – Busan – Sejong – Jeju-si – Gwangju – Sokcho – Goseong – Cheorwon – Samcheok – Pyeongchang – Gangneung (KOR) | Lee Jeong-min                             |